# Svetlana Paramîghina
Svetlana Paramîghina (n. 5 aprilie 1965, Sverdlovsk, RSFS Rusă, URSS) este o biatlonistă ce a reprezentat Belarus, medaliată olimpică. A participat la 3 ediții ale Jocurilor Olimpice (1992, 1994, 1998) în care a câștigat o medalie de argint.